# Бойсман, Василий Арсеньевич
Василий Арсеньевич Бойсман 1-й (15 января 1855 — 8 сентября 1905) — капитан 1-го ранга (14 сентября 1899 года), участвовал в обороне Порт-Артура в качестве командира броненосца «Пересвет».

## Биография
Из семьи крещёных евреев, сын бывшего кантониста. Получил возможность поступить в Морской корпус благодаря тому, что его старший брат Н. А. Бойсман на гражданской службе достиг должности вице-директора Департамента полиции министерства внутренних дел.
Окончил Морской кадетский корпус (1875), Минный офицерский класс (1880). До 1886 года служил на Балтийском море — ходил гардемарином на башенной канонерской лодке «Русалка», осенью 1875 года ушёл в кругосветное плавание на фрегате «Крейсер» под командованием капитан-лейтенанта К. Н. Назимова; во время похода был произведён 23 сентября 1876 года в чин мичмана. По возвращении из похода в 1877 году некоторое время служил ревизором на корвете «Гиляк», а затем был командирован в Северо-Американские Соединённые Штаты для назначения на один из крейсеров. Зачислен в команду капитан-лейтенанта Ф. К. Авелана. После окончания курса в Минном Офицерском классе был зачислен 19 сентября 1880 года в минные офицеры 2-го разряда. 1 января 1881 года произведён в чин лейтенанта. До 1886 года служил минным офицером на ряде судов Балтийского флота.
В 1886—1887 годах — переход на минном транспорте «Алеут» (под командованием капитана 2-го ранга А. Н. Паренаго) на Тихий океан. С 1887 года служил на Дальнем Востоке — добровольно остался в Сибирской флотилии. Командир миноносца «Сучена» (1889—1890). Исполняющий должность главного минёра и артиллериста Владивостокского порта (1890—1892), 21 апреля 1891 года произведён в капитаны 2-го ранга, в силу недостатка кадровых флотских офицеров в это время под его командованием находились также суда порта — военные транспорта «Якут» и «Тунгус», портовый буксир «Силач». Заведующий пристрелочной станцией (1891—1892). Старший офицер мореходной канонерской лодки «Бобр» (1892—1895). В 1894 году пожалован орденом Св. Станислава II степени. Командир транспорта «Алеут» (1895—1897), заведующий школой минных машинистов (1896), командир мореходной канонерской лодки «Бобр» (1897—1898), минных крейсеров «Всадник» (1898), «Гайдамак» (1898—1899). 14 сентября 1899 года «за отличие по службе» произведён в чин капитана 1-го ранга с отчислением от должности командира крейсера II ранга «Гайдамак».

Производится: за отличие по службе, в капитаны 1-го ранга: командир минного крейсера «Гайдамак», капитан 2-го ранга Бойсман 1-й, с отчислением от должности, на основании ст. 123, кн. VIII Свода Мор. Пост.
Старший помощник командира порта в Порт-Артуре (1899—1900), с 28 июня 1900 года заведовавший миноносцами и канонерскими лодками в Порт-Артуре (1900—1901), далее назначен старшим офицером эскадренного броненосца «Пересвет». 22 сентября 1901 года «за выслугу 25 лет в офицерских чинах и совершение восьми шестимесячных морских кампаний» был награждён орденом Св. Владимира IV степени с бантом. Участвовал в русско-китайской войне 1900—1901 годов. В 1901 году получил под командование миноносец «Ястреб». С 14 апреля 1902 года — командир эскадренного броненосца «Пересвет» (апрель 1902 — 29 июля 1904). Награждён орденом Св. Владимира 3-й степени с мечами (1904). Тяжело ранен в сражении 28 июля 1904 года, находился на излечении в Порт-Артурском морском госпитале, при сдаче города отказался от эвакуации, сказав : «Если мои матросы будут находиться в плену, то и я, как командир, с ними. Я их не оставлю»; попал в японский плен, умер от ран в г. Мацуяма. На похоронах В. А. Бойсману были отданы воинские почести, назначен почётный караул японских моряков, с ним пришли проститься военный комендант Мацуямы полковник Коно и генерал Окабэ.
Перезахоронен в 1906 году на Покровском кладбище Владивостока. В 1994 году на кладбище о. Сикоку ему установлен памятник.
В честь В. А. Бойсмана названы банка и бухта в заливе Петра Великого Японского моря в южной части Приморского края России. Остров Хандо в Японском море также был назван в честь В. А. Бойсмана. Однако, в настоящее время русское название этого острова на карту не наносится.

## Семья
- Сын — Всеволод (1881—1964) окончил Павловское военное училище, подполковник РИА. Эмигрировал в Финляндию[4].
- Сын — Владимир (1883—1930) — офицер Российского императорского флота и Российской императорской армии, участник Русско-японской войны, вахтенный офицер и ревизор канонерской лодки «Кореец», участник боя у Чемульпо, Георгиевский кавалер. Участник Первой мировой войны, генерал-майор. Таврический губернатор в 1917 году[5].